# Heroes For Hire
Heroes For Hire — австралійський рок-гурт, створений 2006 року, що грає в стилі панк рок та поп-панк.
Зі своїм дебютним альбомом «Life Of The Party», гурт вирішив, що пора б змінити масштаби звучання з Австралії на Весь Світ. Після дебюту альбому «Life Of The Party» Heroes for Hire привернули увагу фанатів таких гуртів як Blink-182, FalL Out Boy, All Time Low. Їх перший сингл «Bright Lights In Paradise» був відзначений Triple J Unearthed і виступив на величезному фестивалі Soundwave Festival з такими групами як Paramore, AFI, Jimmy Eat World, Faith No More.
Альбом «Life Of The Party» взяв 4 місце в AIR Chart, і досяг свого піку взявши 3 місце на третьому тижні.
Після випуску альбому гурт зібрався в Національний Тур і взяв у ньому участь з такими гуртами як Gyroscope, The Butterfly Effect, Frenzal Rhomb і Strung Out, після чого вирушив у тур з «House vs. Hurricane» та «The Wonder Years».

## Склад гурту
- Duane — гітара/вокал
- Alex — гітара
- Matt — бас/вокал
- Lee — барабани

## Дискографія

### Альбоми
- «Lights Out» (2007)
- «Life Of The Party» (2010)
- «Take One For The Team» (2011)
- «No Apologies» (2012)
- «Merry Xmas Suckers» (EP 2012)

### Сингли
«Bright Lights In Paradise», 2010

### Кліпи
- «Bright Lights In Paradise», 2010
- Come Away With Me, 2010
- All Messed Up, 2011
- Secrets, Lies and Sins, 2011
- East Coast Blazin', 2011
- Heart Stops, 2012
- No Apologies, 2012
- Call Me Maybe, 2012
- Set In Stone, 2013